# 五格骨牌

12個五格骨牌可以組成18個不同的形狀，其中6個沒有對稱的有加上其鏡射後的形狀

五格骨牌（Pentomino），又稱五連塊、五連方、五連方塊或傷腦筋十二塊，是由五個全等正方形連成的多格骨牌，反射或旋轉視作同一種共有十二種，可以英文字母代表。五格骨牌的相關問題及遊戲是娛樂數學中流行的問題。五格骨牌的謎題，最早是英國人亨利·杜德耐於1907年所發明，書名《坎特伯雷趣题和其他奇特问题》（Canterbury Puzzles and Other Curious Problems）。
五格骨牌中每一個都滿足康威準則，因此用任何一個都可以密鋪整個平面。所有具有對掌性的五格骨牌都可以在不鏡射的條件下密鋪整個平面。

## 歷史

所有的五格骨牌，以及其對應的兩組命名，上方的命名是條目中會使用的名稱，下方的命名是康威的命名

五格骨牌的正式定義是由美國教授所羅門·格倫布在1953年開始定義，後來列在1965年出版的書籍《Polyominoes: Puzzles, Patterns, Problems, and Packings》中。之後马丁·加德纳在《科学美国人》雜誌1965年10月的數學遊戲專欄中介紹，引起大家的興趣。格倫布創建了五格骨牌的英文pentomino，源自古希臘語  / pénte（5），而-omino是採用domino（西洋骨牌），刻意的將domino前面的 d 視為是希臘文字首 di- （二個）的變形。格倫布用12個和五格骨牌外形較類似的英文字母來為五格骨牌命名。
約翰·何頓·康威有另外一個針對五格骨牌命名的系統，其中用O來代替I、Q來代替L、R來代替F、S來代替N。此命名法中，一些五格骨牌和其名稱的關係較不直覺，不過好處是使用了連續的12個英文字母。在討論康威生命游戏時會用到這個命名系統，例如用R骨牌來代替F骨牌。

## 對稱性
- F, L, N, P, Y的骨牌由於既非線對稱亦非點對稱，所以總共有8種固定五格骨牌，旋轉後可以產生四種骨牌，鏡射後再旋轉後可以產生另外四種骨牌，其空間對稱群只有恆等函數。
- T, U的骨牌由於有一條和格線平行的對稱軸，因此只有4種固定五格骨牌。其空間對稱群有二個元素，除了恆等函數外，還包括相對於對稱軸的鏡射。
- V, W的骨牌由於有一條和格線有45度夾角的對稱軸，因此只有4種固定五格骨牌。其空間對稱群有二個元素，除了恆等函數外，還包括相對於對稱軸的鏡射。
- Z的骨牌有一個對稱點，是二次的旋轉對稱，因此也只有4種固定五格骨牌，旋轉後可以產生二種骨牌，鏡射後再旋轉可以產生另外二種骨牌。其空間對稱群有二個元素，除了恆等函數外，也包括180度的旋轉。
- I的骨牌有兩條對稱軸（都平行格線）跟一個對稱點，因此只有2種固定五格骨牌。其空間對稱群有四個元素：恆等函數，兩個鏡射以及180度的旋轉。I的骨牌是 n = 2 的二面體群，也稱為克萊因四元群。
- X的骨牌有四條對稱軸跟一個對稱點，因此只有唯一一種固定五格骨牌。其四條對稱軸分別平行格線以及二條對角線，也有四次的旋轉對稱。其對稱軸是n = 4 的二面體群，有八個元素。

F, L, N, P, Y和Z的骨牌有對掌性，因此若考慮無法翻面的單面骨牌，要加上這些骨牌的鏡射（F', L', N', Q', Y', Z'），共有18種單面骨牌。若骨牌不允許旋轉（固定骨牌），本段分類的第一類要乘以8，後面三類（T、U、V、W、Z）要乘以4，I要算2次，X只算1次，因此共有5×8 + 5×4 + 2 + 1 = 63 個固定的五格骨牌。
以下是L, F, N, P, Y 骨牌的八種可能放法：

## 長方形填充
標準的五格骨牌謎題是用五格骨牌密鋪長方形，骨牌不能重疊，也不能留下沒有骨牌的空格。每個五格骨牌的面積都等於五個單位方形，因此長方形的面積需等於60個單位方形。可能的尺寸有6×10, 5×12, 4×15 及3×20。狂熱智力游戏玩家可能會徒手玩幾個小時來求解這類問題。另一個問題的挑戰性更大，是計算某一尺寸下有幾種解法，一般會需要配合搜索算法來進行。
6×10的問題最早是由Colin Brian及Jenifer Haselgrove.所解出，共有2339個解答，2339個解答中，不考慮若將整個長方形旋轉或是鏡射的解，旦若其中部份五格骨牌旋轉或是鏡射，則視為是不同的解。5×12的問題有1010個解，4×15的問題有368個解，3×20的問題只有二個解（圖中的是其中一個解，將L, N, F, T, W, Y, Z方塊組成的方塊組鏡射後，可得到另一個解）。
另一個比較簡單（對稱性較高）的問題，是中間挖掉2×2方塊的8×8正方形，此問題最早由达纳·斯科特在1958年解出，共有65種解。斯科特的求解方式也是回溯法電腦程式的早期應用之一。此問題的變體是正方形中的4個空格在其他的位置，大部份的變體都可以解，除非空格都集中在某兩個角附近，讓兩個角都要用P骨牌填充，或是強迫在角落放入T骨牌或U骨牌，使得出現其他五格骨牌無法填滿的格子。
目前已有高效的演算法可求解五格骨牌的密鋪問題，高德纳也有創建類似的演算法。若在現今的个人电脑上執行，只要幾秒鐘就能解出五格骨牌的擺放方式。
利用所有的n格骨牌來密鋪長方形的問題，只有在n = 0, 1, 2和5時才有解。

## 平面填充
所有12種五格骨牌都滿足康威準則，因此都可以只用同一種五格骨牌，來填滿整個平面。

## 五立方體及立體填充
五立方體（pentacube）是由五個立方體組成的多連立方體，共有29個，其中有12個是高度為1的五格骨牌，另外17個是非平面的。
五立方體填充問題（pentacube puzzle）是由五立方體中12個高度為1的平面五立方體，填滿三維的長方體。五立方體的體積是單位立方體的5倍，要填滿的長方體體積就是單位立方體的60倍，可能的尺寸有2×3×10（12 個解）、2×5×6（264個解）及3×4×5（3940個解 solutions），以下就是這幾種情形的各一個解

五立方體其實有29個，因此也可能會想是否可以用所有的五立方體（包括平面及非平面的）來填滿長方體。不過29個五立方體的體積是單位立方體的29×5=145倍，可能的長方體尺寸只有29×5×1，而高度只有1，無法將非平面的五立方體放入，因此不可能用29個五立方體來填滿長方體。

## 雙人遊戲
以十二塊為基礎，可作一個雙人遊戲。每人輪流在一個8×8的格網上放其中一塊，使得每塊不重疊而沒有一塊用多於一次。最後一個放的人勝。這個遊戲是先手勝的。這個遊戲稱為「格倫布遊戲」。
1960年，桌上遊戲設計師艾力克斯·蘭多夫以此遊戲增加限放規則的補天棋。

## 建築

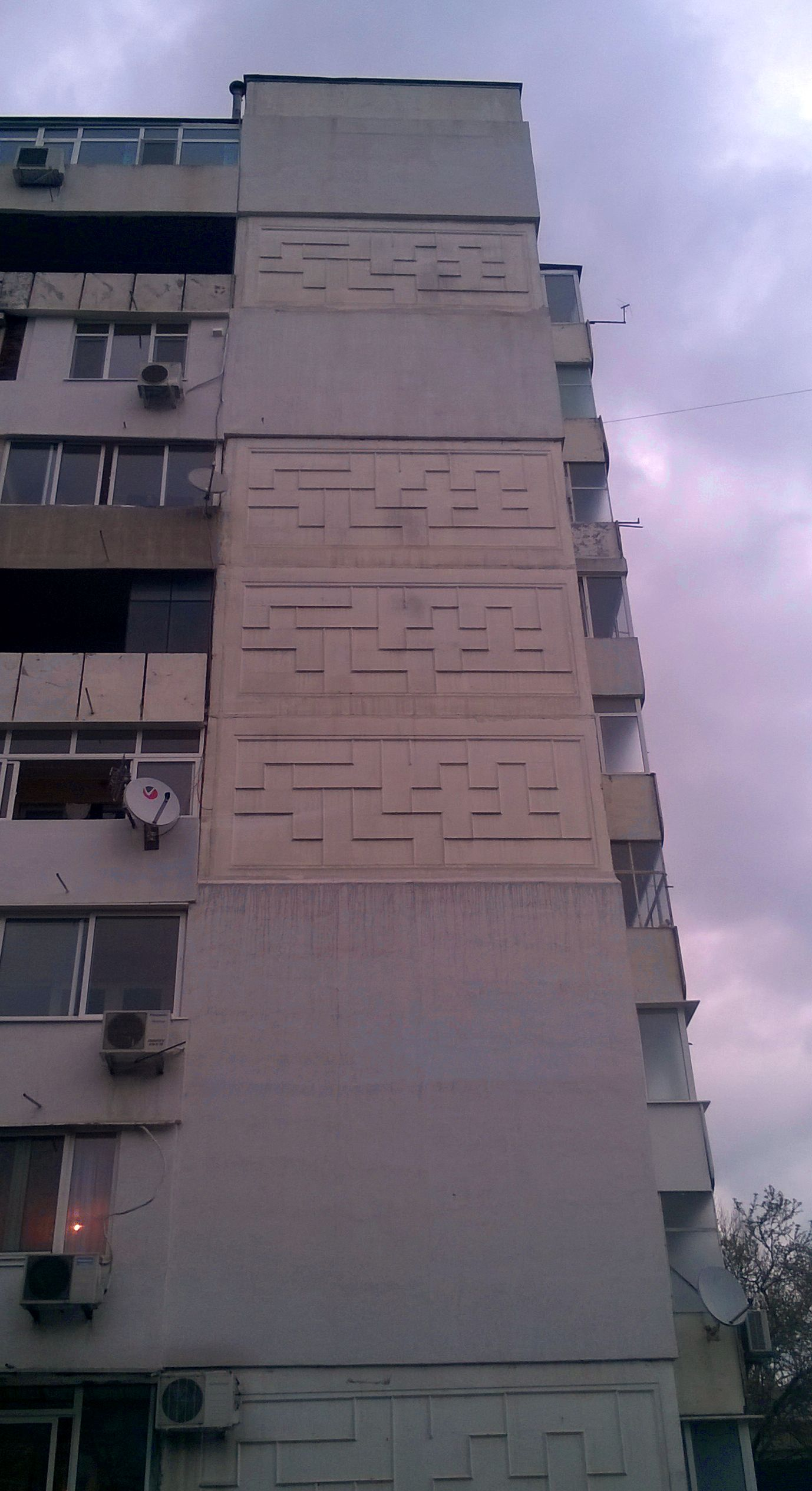
以五格骨格為外牆裝飾的Plattenbau建築

有時，一些Plattenbau建築的外牆會以以五格骨格為裝飾，主要出現在東歐。圖案主要是以6×10長方形問題的解為主。

## 腳註
1. 1 2  .   [2006-01-18]. （原始内容存档于2020-02-03）.
2. ↑  .   [2012-06-09]. （原始内容存档于2017-12-17）.
3. ↑  Rhoads, Glenn C. . PhD dissertation, Rutgers University. 2003.
4. ↑  Gardner, Martin. . Scientific American. 1975-08, 233 (2): 112–115.
5. ↑  .   [2019-08-17]. （原始内容存档于2020-11-27）.
6. ↑  C. B. Haselgrove; Jenifer Haselgrove. . Eureka（英语：Eureka (University of Cambridge magazine)）. October 1960, 23: 16–18.
7. ↑  Dana S. Scott (1958). "Programming a combinatorial puzzle". Technical Report No. 1, Department of Electrical Engineering, Princeton University.
8. ↑  Donald E. Knuth. "Dancing links" （页面存档备份，存于） (Postscript, 1.6 megabytes). Includes a summary of Scott's and Fletcher's articles.
9. ↑  Barequet, Gill; Tal, Shahar. . Lee, Der-Tsai; Chen, Danny Z.; Ying, Shi  (编). . Springer Berlin Heidelberg. 2010: 124–135. doi:10.1007/978-3-642-14553-7_14.
10. ↑  Hilarie K. Orman. Pentominoes: A First Player Win （页面存档备份，存于） (Pdf).
11. ↑  Pritchard (1982)，第83頁.

## 外部連結
- Pentomino, Homepage：有各種矩形的全部解
- George Huttlin's Pentomino Webpage：以十二塊砌成英文字母
- Eric Harshbarger's Pentominoes Page （页面存档备份，存于）
- Pentomino
- 拼圖筆記 My Puzzle Note （页面存档备份，存于） by 高文山 KAO Wen-Shan from TAIWAN (Note 1 系列貼文詳述：使用12片五格骨牌佈滿正六面體表面的多種方法)
- 這裏可以下載雙人遊戲(Pentacubes)
- 启发积木线上游戏。拖动，旋转和翻转积木瓷砖放在一起的图片或解决数字拼图，玩Tetromino或发现PEG纸牌的解决方案。